# Kerkeveld (Wijchen)
Kerkeveld of Wijchen-Kerkeveld is een statistische CBS-wijk in het zuiden van de gemeente Wijchen. De wijk telt 3620 inwoners.
De wijk bestaat uit verschillende buurten:
- Diemewei
- De Meren
- De Flier
- De Lingert
- De Gamert

De Meren en Diemewei waren in de beginjaren van Kerkeveld de enige buurten. Later kwam hier de Flier en de Gamert bij. Nog een tijd later vestigde zich ook de buurt de Lingert zich in Kerkeveld.
De buurten de Gamert en de Meren hebben onlangs een flinke uitbreiding ondergaan. De Meren is een groot stuk uitgebreid. De Gamert heeft ook vele huizen bij haar buurt kunnen bouwen, echter zijn er nog veel kavels over waar men zijn/haar eigen huis op kan bouwen. Kerkeveld beschikt ook over flatgebouwen. In elke buurt is er minimaal één te vinden, met uitzondering van Diemewei.
De wijk beschikt tevens over een openbare basisschool, een gymzaal en een buitenschoolse opvang.
Bij aankomst in de wijk valt meteen de vijver in het oog. Bij de vijver is het kenmerkend Teehuis te vinden. Naast de vijver ligt een grote speeltuin.
Dicht bij de wijk ligt een natuurgebied. Het natuurgebied beschikt over bossen, rivieren en weilanden. Het natuurgebied is beschermd, maar leent zich uitstekend voor een wandel- of fietstocht.
Het Wijchens Meer is uitgebreid en loopt nu tussen de wijk Kerkeveld en de nieuwe wijk de Huurlingsedam. De wijk beschikt tevens over een nieuw park. Het park ligt tussen Diemewei en de Lingert naast het nieuwe uitgebreide deel van het Wijchens Meer.